# Кревська унія
Кревська унія (пол. Unia w Krewie) — угода 1385 року про династичний союз між Великим князівством Литовським і Польщею, за яким великий князь литовський Ягайло зобов'язувався «на вічні часи прилучити свої землі, литовські й руські до корони Польської», перевести Велике князівство Литовське на католицтво й стати королем єдиної польсько-литовської держави.

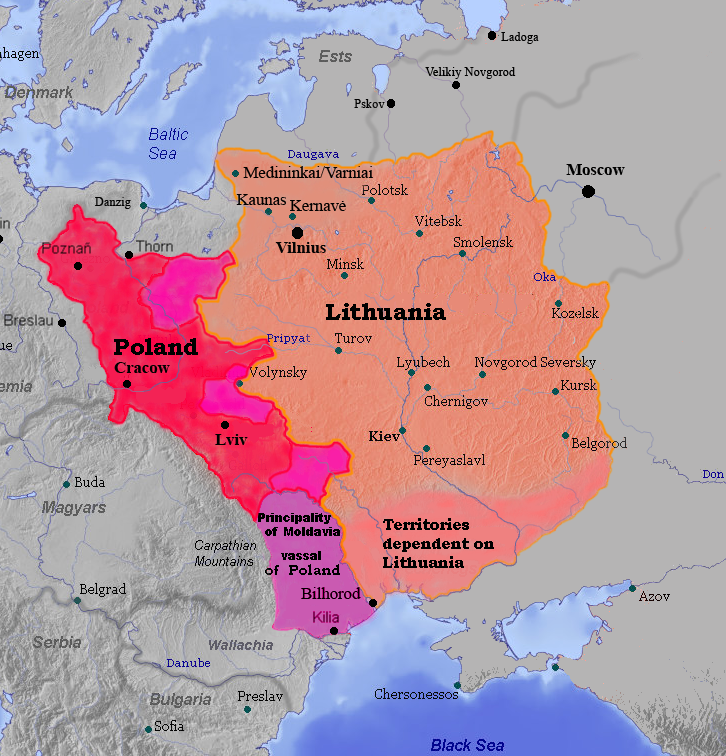
1387 рік

## Передумови
У 1380-х роках у королівстві Польскому тривала політична криза, викликана розпадом унії з Угорщиною по смерті Лайоша Анжу та вилита в конфлікт фракцій нобілітету Великопольщі, відомий як війна Грималтів та Наленчів. Перші підтримували кандидатуру німецького імператора Сигізмунда, другі — Земовита IV П'яста. Боротьбу було закінчено діями Малопольского дворянства, яке обрало «королем» (Rex) Ядвігу, дочку покійного короля. Маршалок королівства, русин Дмитро з Гораю, найімовірніше був симпатиком унії з Литвою-Руссю. Зовнішньополітичні погляди польского нобілітету не були на користь Німеччини. За сприянням маршалка було розірвано шлюб Ядвіги із сином герцога Австрії Леопольда. Посилити свою державу поляки могли в союзі зі Сходом. За підтримки Литви-Руси вони мали змогу протистояти всім сусіднім ворогам, зокрема поєднати старання для витиснення угорців з Галицької землі й об'єднання Руси. Питання загрози експансії тевтонських лицарів також отримувало розв'язок: або вони визнають покатоличення Литви, або матимуть велеміцного опонента. Великі надії на унію покладала римська курія і вище польське духівництво, які прагнули поширити католицтво у Великому князівстві Литовському і стати ваговим учасником у європейській політиці, мати виграшне положення в очах латинського світу.
Господар і великий князь Ягайло, молодий та здібний син Ольгерда, водночас побивався закріпити свій де-факто хиткий статус удома, оточений незадоволеними родичами й неприхильними старшими братами. Підтримка його персони новими підданими давала йому чудові засоби та нагоду утвердити авторитет.
Крім того, балтійські нобілі ВКЛ числили й на військові потуги та дипломатичну поміч Польщі в боротьбі проти хижого Тевтонського ордену. Між двома державами почалися переговори.

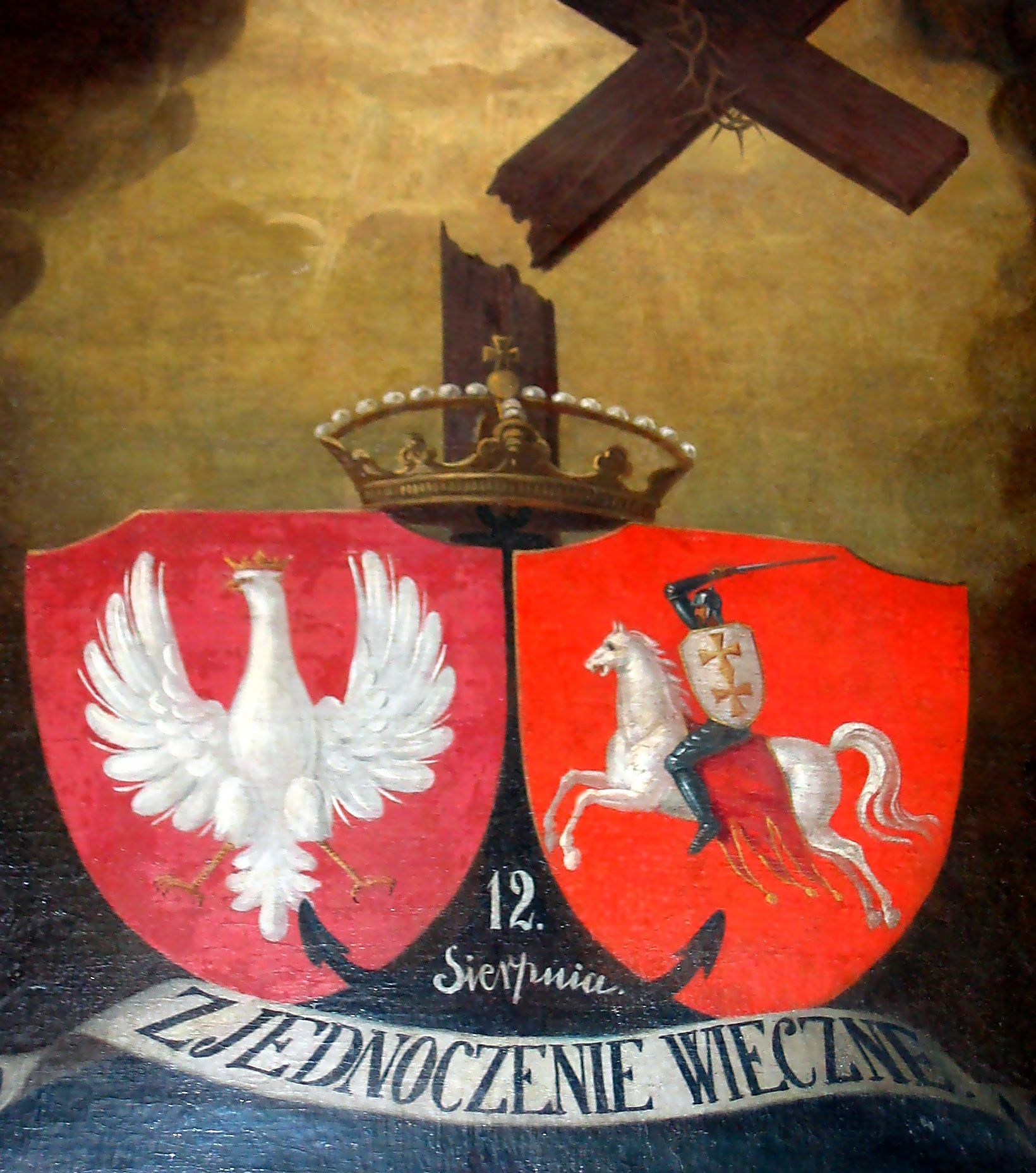
Плакат пам'яті про Кревську Унію

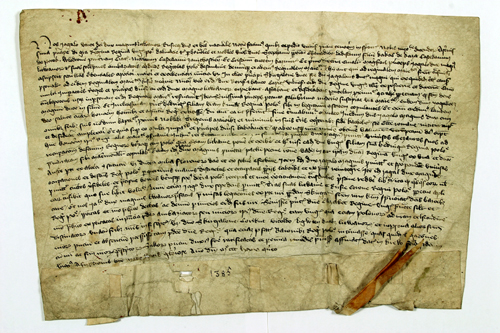
Документ, що був підписаний у Креві 1385 року

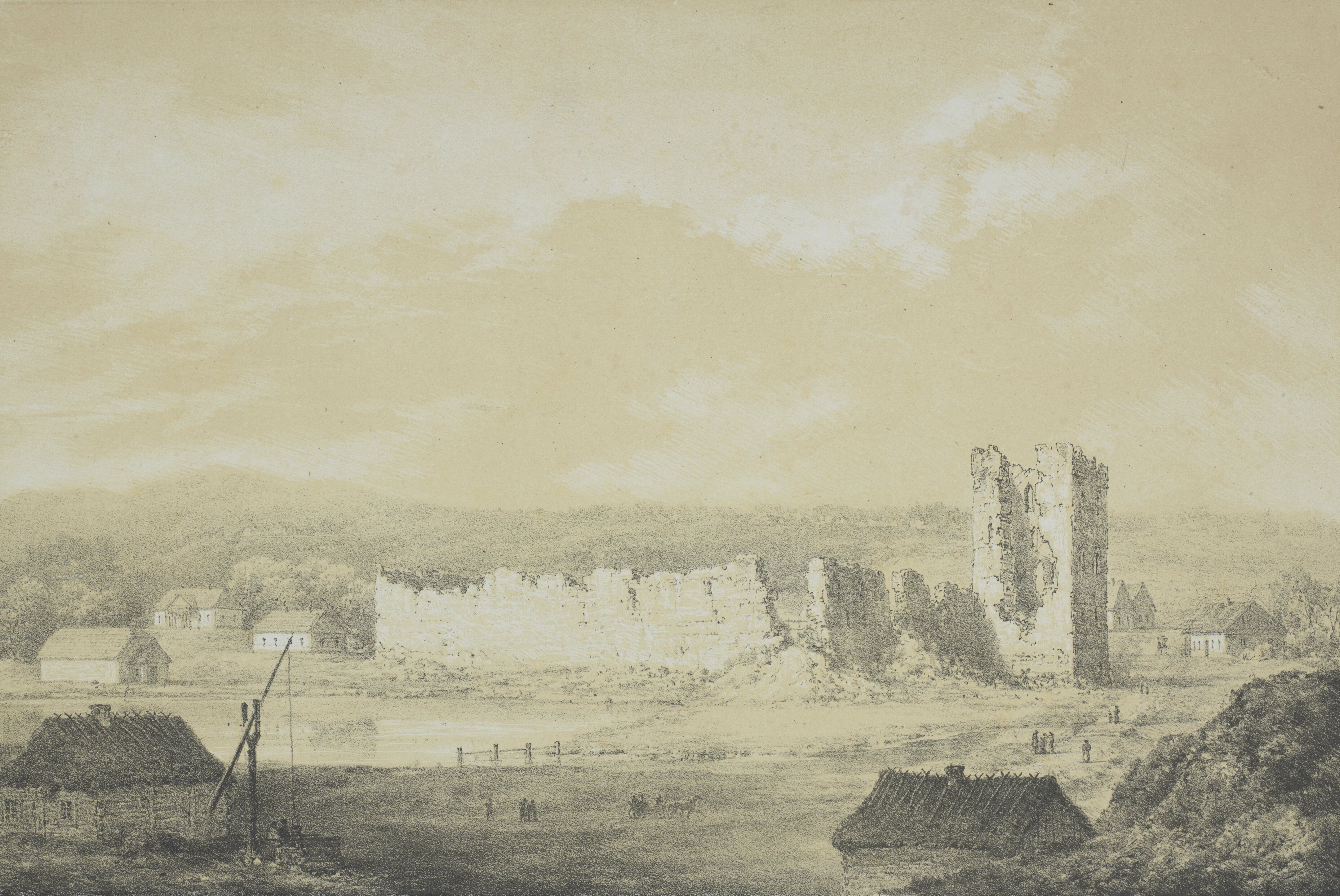
Кревський замок — місце підписання унії (малюнок XIX ст.)

## Зміст
У спеціальній грамоті, яку видав Ягайло 14 серпня 1385 в м. Крево у присутності польських послів, литовський князь зобов'язувався прийняти католицтво і зробити цю релігію державною у ВКЛ, використовувати свій скарб на потреби Польщі, сприяти поверненню відторгнутих від неї земель і, найголовніше, назавжди приєднати (інкорпорувати) до Польського королівства підвладні йому руські, литовські та жмудські землі. Таким чином, умови Кревської унії творили єдине королівство у Східній Європі.
На початку 1386 р. на польському сеймі в Любліні Ягайло був обраний королем Польщі. Незабаром в Кракові він прийняв католицтво і нове ім'я — Владислав II, а також одружився зі спадкоємницею престолу Ядвігою. 4 березня 1386 р. Ягайло коронувався.
Унія сприяла поліпшенню міжнародного становища причетних суб'єктів, змінила на їх користь політичні умови в Східній Європі. Від унії особливо виграла Польща, яка, за словами Ф. Енгельса, «від часу свого об'єднання з Литвою йшла назустріч періодові свого блиску».
Уже у 1387 польські війська разом з руськими (вірними Ягайлові) посунули угорські залоги в галицьких краях та відзискали князівство.
В історії Великого князівства Литовського Кревська унія була поворотним моментом в розрізі зовнішньої політики, і знаковим для внутрішньої. Ягайло розпочав послідовне усунення і тасування князів між великих вотчин, знижуючи рівень децентралізації і загрозу повстань крупних родів проти верховної влади. Разом з цим, чимала чисельність князів та вкоріненість традиційних порядків, що тепер порушували, природно загострили незадоволення опозиції і оголило конфлікти.
Восени 1386 року розпочалася реалізація Кревського договору. Ягайло приїхав у Литву, щоб охрестити її населення за латинським (римо-католицьким) обрядом. Намагаючись привернути литовську знать до католицизму, він дав їй 20 лютого 1387 року привілей на «права і вольності» на зразок тих, якими користувалася польське дворянство. Згідно з цим привілеєм для литовських бояр-католиків розширялися права володіння спадковими маєтками, причому селяни цих маєтків звільнялися від більшості державних повинностей, крім будування й охорони укріплень. Литовські феодали здобули також право видавати заміж своїх дочок і родичок без дозволу державної влади.
Інший привілей Ягайла примушував усіх литовців приймати католицтво, виходила заборона на шлюби між новохрещеними литовцями (обох статей) і православними, звільнялись маєтки католицького духівництва від усіх державних повинностей та ін., надаючи релігії значення державної у Великому князівстві Литовському. Її впровадження було одним із засобів перерозподілу влади і підвищення статусу.

## Наслідки

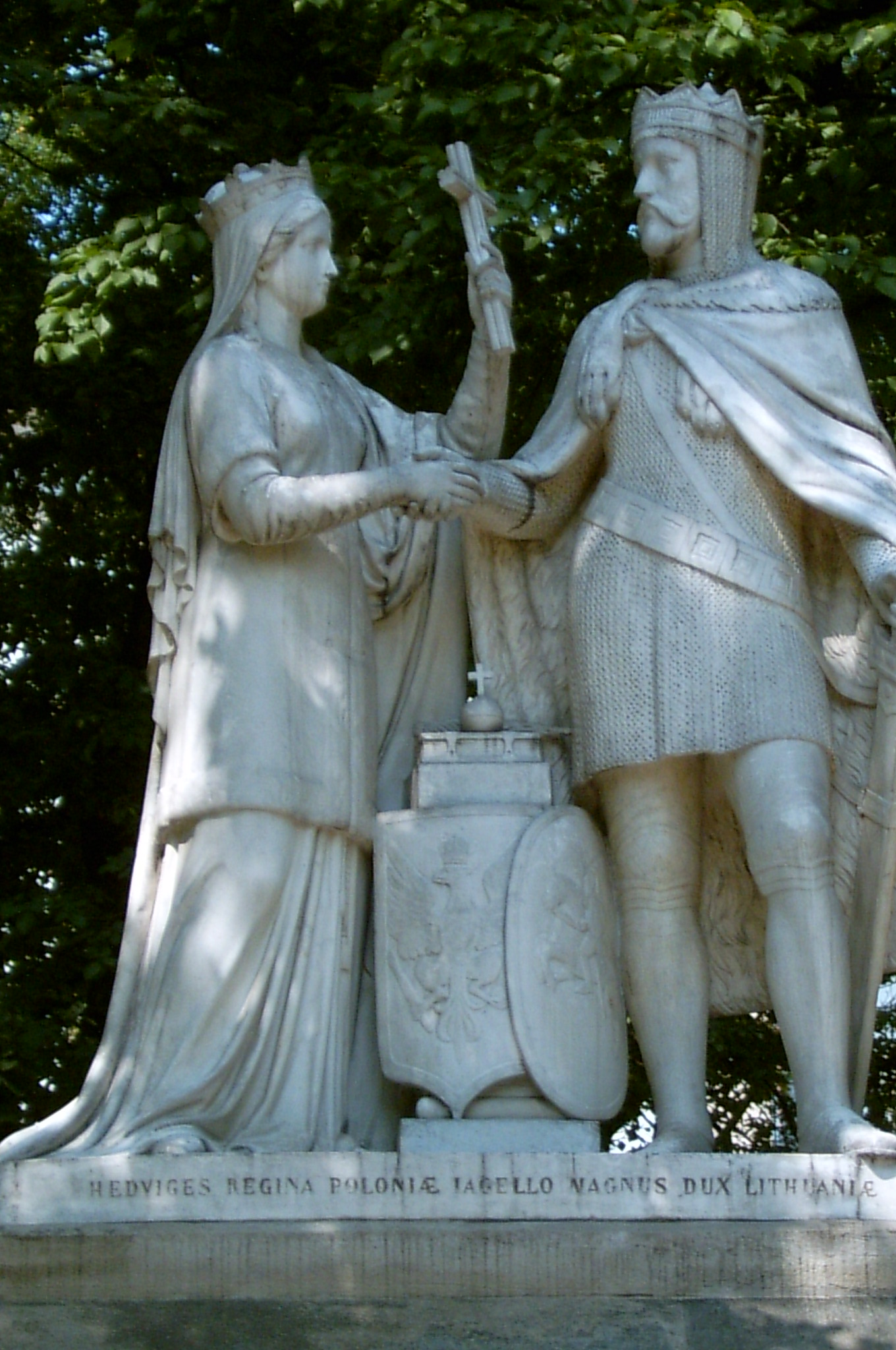
Пам'ятник Ядвізі та Ягайлу в Кракові

У 1386—1388 роках найбільших удільних князів приведено до присяги підписанням грамот на вірність «королю, королеві й короні польській».
Перехід язичницьких і загалом питомо литовських феодалів на католицтво, з наданням більших прав і привілеїв порівняно до руських землевласників, мусив сприяти успіху заохочення до впровадження нової релігії і послаблювати найбільших автономістів.
Кревська унія викликала сильну протидію внутрішніх опонентів та родичів Ягайла. Невдовзі після її укладення деякі найбільші удільні князі разом із вотчинами відмовилися визнати владу короля. Восени 1386 року першим підняв зброю проти верховної влади старший брат Ягайла, полоцький князь Андрій, діючи в союзі зі смоленським князем і з очільником Лівонського ордену Петром Першим. Після відбиття цього виступу в литовських містах Ягайло скористався контингентами польских військ, ставлячи залоги, а також був змушений призначати людей з польского оточення.
Однак у заходах щодо убезпечення від князівських родів руських земель, що панували як самостійні правителі й становили загрозу спокійній владі, король домігся бажаного. Спритно й через відсутність згуртованого пручання він послідовно усунув вплив місцевих династій, або замінив на прихильних князів. У 1386 році він значно ослабив сили волинського (володимирського і луцького) князя Федора Любартовича, поставивши Федора Острозького, одного з найбільших васалів самого Любартовича, у безпосередню залежність від корони; поставив київським князем Скиргайла; приводив до вірності сіверських панів. У 1388 році Ягайло відібрав у волинського князя Луцьк і передав своєму кузину Вітовту, сину великого князя Кейстута.
Проте обмеження влади інших удільних князів затяглося через нову феодальну війну в Литві, головним змістом якої стала боротьба литовської опозиції проти Кревської унії.
У 1388 році цей рух очолив кузен короля Вітовт Кейстутович, що вміло використав як незадоволення умовами унії серед різних верств населення Великого князівства Литовського, так і міжнародну ситуацію. Він знов уклав альянс із Тевтонським орденом, від якого отримав збройну допомогу, і водночас заручився дипломатичною підтримкою Московського князівства. Так відбулися громадянські війни у ВКЛ.
Боротьба Вітовта і його соратників з середовища литовської знаті проти Ягайла й польського двору закінчилася компромісом. 5 серпня 1392 року в м. Острові між ворожими сторонами була укладена угода, згідно з якою Ягайло, усунувши від влади в Литві свого ставленика й родича Скиргайла, призначив Вітовта довічним правителем Великого князівства Литовського й Руського. У свою чергу Вітовт визнав себе васалом польського короля. Велике князівство Литовське хоч і стало формально васалом Польщі, однак залишалося самостійною державою, невдовзі були визнані права православних дворян.
Острівська угода припинила тривалу боротьбу між різними політичними угрупованнями всередині панівної верхівки литовських феодалів і сприяла об'єднанню їх навколо Вітовта. У часи правління Вітовта (1392—1430) сталося найбільше історичне вивищення Великого князівства Литовського.
Спроба Вітовта утворити з ВКЛ окреме королівство трагічно не була скріплена юридичним успіхом, тож після його смерті політичні положення Кревської унії, як фундамент династичних зв'язків, продовжили слугувати основою відносин ВКЛ і королівства Польского на століття вперед.